# ポーランド日本情報工科大学
ポーランド日本情報工科大学（ポーランド語: Polsko-Japońska Akademia Technik Komputerowych）は、ポーランドのワルシャワにある大学。
共産主義時代に破綻したポーランド政府の強い経済技術支援要望により日本が援助し、コンピュータ技術の開発を目的として1994年に創立された。現在の学生数は約4000人。

## 歴史
- 1994年11月30日 - ポーランド教育大臣により高等教育機関として創立。
- 1997年 - ロンドン商工会議所の公式センターになった。
- 1998年 - 情報科学のエンジニアの修士号の授与機関となった。
- 2000年 - 国際協力機構の後進国トレーニングプログラムの援助により、中央および東ヨーロッパの国のための情報センターとなった。　シスコ・ネットワーキング・アカデミー・プログラム（CISCO）が開始した。
- 2002年 - 情報科学の博士号の授与機関となった。
- 2003年 - ビトムに情報科学部を開設。
- 2005年 - ワルシャワの技術アカデミーの協力のもと、新メディア美術学部を開設。
- 2007年 - 日本文化学部を開設。
- 2007年 - グダニスクに情報科学部を開設。

## 学部
- 情報科学部（ワルシャワ） 
  - コンピュータネットワーク、データーベース、情報システム、マルチエージェントシステムおよびロボット工学、プログラミング、並列計算、マルチメディア、コンピュータ技術、会計学および金融情報学、数学および統計分析、アルゴリズム、日本文化、言語学、経済および経営管理
- 情報科学部（ビトム）
- 情報科学部（グダニスク）
- 新メディア美術学部
- 情報管理学部
- 建築学部
- 日本文化学部

## 学長、学部長
- 学長： イェジ・パヴェウ・ノヴァツキ（ポーランド語版） (Jerzy Paweł Nowacki) 博士
- 副学長： Maciej Dubejko 博士
- 副学長（学生担当）： Aldona Drabik 博士
- センター長： カジミェシュ・スビエタ（ポーランド語版） (Kazimierz Subieta) 教授
- 入試部長： Jan Jedliński
- 情報科学部長 ： Aldona Drabik 博士
- 情報科学副部長： Adam Wierzbicki博士
- 新メディア美術学部長：Marian Nowińsk教授
- 新メディア美術副学部長 ：Włodzimierz Pastuszak博士
- 情報管理学部長：Marek Kukulski博士
- 日本文化学部長: イェジ・スワヴォミル・ヴァシレフスキ（ポーランド語版） (Jerzy Sławomir Wasilewski) 教授博士
- 日本文化副学部長: 東保光彦

## 学生活動
- 学生自治会
- プロジェクト管理部
- プログラミング部
- 学生フォーラム部
- 合気道クラブ
- ペイントボールクラブ